# Erebunus mirabilis
Erebunus mirabilis är en tvåvingeart som beskrevs av Richter 1966. Erebunus mirabilis ingår i släktet Erebunus och familjen rovflugor. Inga underarter finns listade i Catalogue of Life.